# Klickbete
Klickbete (från engelskans clickbait) är en pejorativ benämning på en "vilseledande eller överdriven text eller bild som ska locka folk att klicka på en länk på en webbsida".  Modellen, som bland annat kommit att förknippas med Upworthy (grundad 2012) och andra viralsajter, ser ofta ut så här:
- en rubrik som består av två fraser
- ett känslomässigt löfte
- undanhåller viktig information för läsaren[2]

Ett klickbete illustreras ofta med en bild och en inredigerad pil i bilden som pekar på något som är bortklippt. Texterna formuleras ungefär "Anna köpte räkor på Ica och när hon öppnade burken kunde hon inte tro sina ögon". I det här fallet pekar pilen i bilden på burken men för att se vad som är i den krävs att läsaren klickar på länken. Ofta är det också återanvända klickbeten från utländsk media utan att detta klargörs för läsaren förrän efter att läsaren klickat och läst en bit.
Detta sätt att locka till klick har även kommit att i allt större utsträckning att användas av etablerad media, exempelvis Expressen,  Aftonbladet och SVT Nyheter.